# 1986–1987-es magyar női vízilabda-bajnokság
Az 1986–1987-es magyar női vízilabda-bajnokság a negyedik magyar női vízilabda-bajnokság volt. A bajnokságban öt csapat indult el, a csapatok két kört játszottak.

## Tabella
| #  | Csapat          | M | Gy | D | V | G+  | G-  | P  |
| -- | --------------- | - | -- | - | - | --- | --- | -- |
| 1. | Szentesi Vízmű  | 8 | 7  | 0 | 1 | 94  | 45  | 14 |
| 2. | BVSC            | 8 | 7  | 0 | 1 | 107 | 44  | 14 |
| 3. | Vasas SC        | 8 | 4  | 0 | 4 | 79  | 64  | 8  |
| 4. | Szolnoki Vízügy | 8 | 1  | 1 | 6 | 40  | 114 | 3  |
| 5. | Bp. Honvéd      | 8 | 0  | 1 | 7 | 35  | 88  | 1  |

* M: Mérkőzés Gy: Győzelem D: Döntetlen V: Vereség G+: Dobott gól G-: Kapott gól P: Pont
A bajnok Szentes játékoskerete: Csákó Ágnes, Eke Andrea, Erdőháti Modeszta, Huff Zsuzsa, Justin Viktória, Kádár Judit, Kozák Ágnes, Papp Éva, Pengő Erzsébet, Rónaszéki Ildikó, Vincze Edit, edző: Tóth Gyula
A második BVSC játékoskerete: Bajusz Andrea, Csorna Enikő, Dénes Andrea, Gál Katalin, Gombási Adrien, Kertész Zsuzsa, Kókai Ildikó, Miklósfalvi Éva, Raffael Irén, Sólyom Ildikó, Szalkay Orsolya, Szolga Edit, Takács Ildikó, Varga Katalin, edző: Szeri Béla
A harmadik Vasas játékoskerete: Dancsa Katalin, Fülöp Beatrix, Gallov Gabriella, Gruber Laura, Horváth Csilla, Kiss Dorottya, Kolossa Andrea, Nagy Katalin, Ernst Ágnes, Szédlmayer Ildikó, Török Krisztina, Várkonyi Gabriella, Várkonyi Nóra, Vigh Alexa, edző: Szittya Károly 